# Lucio Giulio Urso
Lucio Giulio Urso (I secolo – I secolo) è stato un politico e militare romano, imparentato con la dinastia dei Flavi.
Inizialmente di rango equestre superò con successo tutte le fasi del cursus honorum fino a divenire senatore e console suffetto per tre volte.

## Biografia
Urso era il figlio di Giulio Lupus e fratello più giovane di Tiberio Giulio Lupus. Giulio Lupus a sua volta era il cognato del prefetto pretorio Marco Arrecino Clemente, padre di Arrecina Tertulla, moglie dell'imperatore Tito.
La stretta connessione con la dinastia imperiale facilitò la carriera di Urso portandolo a ricoprire inizialmente le due massime cariche equestri: Prefetto dell'Annona, responsabile degli approvvigionamenti di grano per Roma; Prefetto del Pretorio (81-83). Successivamente alle due cariche equestri fu designato governatore dell'Egitto (83-84), considerata a quel tempo, una tra le province più importanti dell'Impero per il ruolo strategico rivestito quale granaio di Roma. Dopo essersi particolarmente distinto come amministratore capace ed equilibrato dell'Egitto tornò a Roma dove, grazie anche all'appoggio di Arrecina Tertulla, Domiziano gli conferì la carica di console in virtù della quale ottenne, nel nundinium Luglio-Agosto 84, i suoi primi fasci.
Secondo Dione Cassio, Urso apparteneva al circolo ristretto dei più fidati e ascoltati consiglieri dell'Imperatore Domiziano durante i primi anni del suo regno. Ciò risulta confermato dall'episodio in cui Domiziano, accortosi del tradimento perpetrato ai suoi danni dalla moglie Domizia con il mimo Paride, ne pianificò la sua uccisione così come aveva già fatto per l'amante. Fu a questo punto che Urso, grazie al suo prestigio ed alla forte influenza che aveva nei confronti dell'imperatore, riuscì  a convincere Domiziano a desistere dai suoi propositi salvando, in tal modo, la vita di Domizia.
Urso, sebbene inizialmente fosse inserito nell'ambiente dei politici più influenti e fidati di Domiziano, col tempo ne prese via via le distanze vista la deriva autoritaria e particolarmente punitiva verso l'ordine senatoriale all'interno del quale crescevano i malcontenti. Egli stesso rischiò di essere giustiziato allorquando Domiziano, al ritorno della sua campagna militare vittoriosa in Germania, accusò Urso di non aver manifestato abbastanza apprezzamento per i successi ottenuti. Pare che Domizia, nel frattempo rientrata nelle grazie dell'imperatore, riuscì ad evitarne l'uccisione ricambiando, con quel gesto, quello che anni prima Urso aveva compiuto per lei. Tuttavia, da questo momento in poi Urso perse il rango un tempo rivestito e si dissociò sempre di più da Domiziano e da tutta la sua politica visto che non ricoprì nessun altro incarico pubblico importante anche se, secondo Jones, continuò a rimanere un membro importante della corte imperiale.
Dopo la morte di Domiziano (98) e la successiva ascesa al trono di Traiano, Urso fu nominato console suffetto per altre due volte: insieme a Traiano nel nundinium del Marzo 98; in sostituzione di Traiano nel Gennaio-Febbraio del 100 d.c. insieme a Sesto Giulio Frontino. Il fatto che Urso ottenne nell'arco di un così breve tempo (2 anni) la duplice riconferma nella carica di console suffetto, farebbe ritenere che Urso non solo si allontanò profondamente da Domiziano ma che il distacco fu di ampiezza tale da indurlo ad essere parte attiva della congiura che portò all'assassinio dell'imperatore e alla successiva proclamazione di Nerva quale suo successore. Congiura che di lì a poco avrebbe ridisegnato il destino dell'impero facendolo entrare in quello che verrà poi ricordato come il periodo d'oro e di cui Urso, con ogni probabilità fu tra i maggiori beneficiari insieme a Cn. Domizio Tullo, S.Giulio Frontino, T. Vestricio Spurrina.
Questi quattro personaggi avevano difatti molto in comune : appartenevano alla stessa generazione politica, che era poi quella dell'imperatore, avevano ricoperto incarichi di altissimo livello, e possedevano di conseguenza una notevole esperienza in ambito militare o amministrativo, avevano raggiunto il consolato almeno una volta, e quasi tutti prima dell'ascesa di Domiziano o all'inizio del suo regno, godevano di notevole considerazione al'interno dell'establishment, e sembravano i consulenti ideali per un uomo, come Nerva, che non aveva mai visto una provincia o un esercito. Tre di essi erano Narbonesi ed uno, Urso, hispanico della provincia Betica probabilmente della città di Urso (attuale Osuna Spagna).
Inoltre vi erano altri ancor più significativi, fattori comuni: nessuno di costoro doveva la sua iniziale promozione, il suo inserimento nella politica d'alto livello, a Domiziano, e nessuno aveva goduto del particolare favore del tiranno nell'ultimo decennio. Anzi, pareva che, in contrasto con i successi ottenuti nella fase iniziale della carriera, questi uomini fossero stati dimenticati, o messi da parte.
Ronald Syme afferma che Urso adottò Servius Juilus Servianus, anch'essi console suffetto nel 90 d.c., in seguito a cui assunse il nome di Lucio Giulio Urso Serviano continuandone così la discendenza dinastica come importante componente della corte imperiale di Traiano prima e Adriano poi fino alla sua morte avvenuta nel 136 d.C.